# 宇佐見淳 (競艇選手)
宇佐見 淳（うさみ じゅん、1981年3月3日 - ）は、愛知県出身の競艇選手。登録番号4118。身長167cm。血液型B型。88期。愛知支部所属。同期に三井所尊春、松下直也、谷津幸宏らがいる。

## 来歴
- 豊川工業高等学校卒業。
- 2001年5月10日、蒲郡競艇場でデビュー（6着）。
- 2006年7月、結婚。
- 2007年4月24日、三国競艇場での新鋭リーグ第5戦で初優勝。
- 2007年7月5日、浜名湖競艇場での周年記念にG1初出場。7月10日、G1初勝利。
- 2009年12月21日、江戸川競艇場での「第33回報知新聞社杯」で2度目の優勝。